# منجور

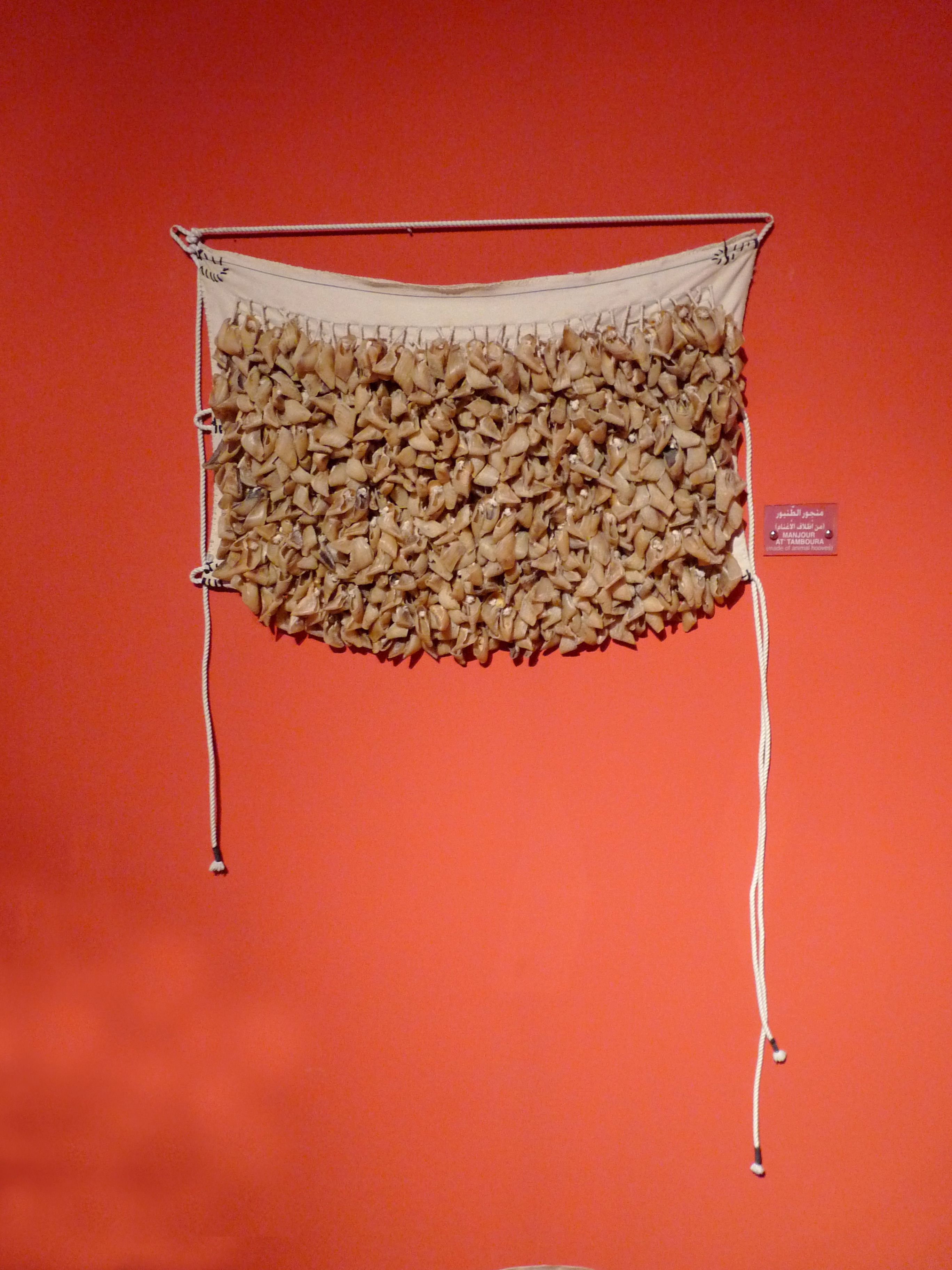
المنجور في متحف بيت البرندة في مسقط (عمان).

المنجور آلة موسيقية مستخدمة في الدول العربية في الخليج العربي، ولكن تعود أصولها إلى شرق أفريقيا. المنجور مصنوع من حوافر الماعز المعلق على القماش، الذي يبلغ طوله 30 سم. يتم ربط المنجور حول الخصر، يؤدي هز الخصر إلى خلق صوت حشرجة ونغمات إيقاعية عندما تصطدم الحوافر مع بعضها البعض.
يستخدم في فن الطنبورة والزار.